# ワーナー・ブラザース＝セヴン・アーツ
ワーナー・ブラザース＝セヴン・アーツ（Warner Bros.-Seven Arts）は、かつて存在したアメリカ合衆国の映画製作会社である。

## 略歴・概要
1967年（昭和42年）7月15日、1957年（昭和32年）設立の映画製作会社セヴン・アーツ・プロダクションズが、ジャック・ワーナーが保有するワーナー・ブラザースにおける支配的利権を3,200万ドルで取得し、両社合併の上、設立された。この取引には、ワーナー・ブラザース・レコード、リプリーズ・レコード、および白黒時代の『ルーニー・テューンズ』のライブラリーも含まれていた。『メリー・メロディーズ』の第1作『お嬢さんマンドリンを弾いて』（Lady, Play Your Mandolin!）、『フィニアンの虹』もである。
同年、合併後の同社は、アトランティック・レコードを買収する。
1969年（昭和44年）12月16日、同社はさらに、キニー・ナショナル・カンパニーに買収された。1972年（昭和47年）には、駐車場事業に関する財政的スキャンダルのため、キニー・ナショナル・カンパニーは、エンタテインメント事業以外の資産を分社化し、ワーナー・コミュニケーションズと改称した。同社はのちにタイム・インクと合併してタイム・ワーナーとなる。

## おもなフィルモグラフィ
- 『暴力脱獄』、監督スチュアート・ローゼンバーグ、1967年
- 『キャメロット』、監督ジョシュア・ローガン、1967年
- 『ダブルマン』、監督フランクリン・J・シャフナー、1967年
- 『FBIの敵 No.1』、監督ドン・メドフォード、1967年
- 『暗くなるまで待って』、監督テレンス・ヤング、1967年
- 『俺たちに明日はない』、監督アーサー・ペン、1967年
- 『ブリット』、監督ピーター・イェーツ、1968年
- 『太ももに蝶』、監督ハイ・アヴァーバック、1968年
- 『グリーン・ベレー』、監督ジョン・ウェイン / レイ・ケロッグ、1968年
- 『青春の海』、監督アレン・H・マイナー、1968年
- 『愛すれど心さびしく』、監督ロバート・エリス・ミラー、1968年

## 関連事項
- キニー・ナショナル・カンパニー（en:Kinney National Company）
- ワーナー・コミュニケーションズ（en:Warner Communications）
- タイム・インク（en:Time Inc.）

## 註
1. ↑  Warner Sperling, Cass (Director). (2008). The Brothers Warner (DVD film documentary) Archived 2016年2月17日, at the Wayback Machine.. Warner Sisters, Inc..